# Oltraggio al pudore

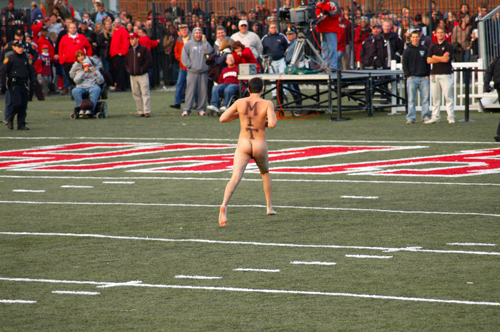
Un caso di streaking

Per oltraggio al pudore od offesa al pudore s'intende ogni atto ritenuto inappropriato alla vista del pubblico perché contrario al pudore sociale. Ciò viene considerato, in molte culture del mondo, un gesto immorale e talvolta un delitto.

## Nel diritto
In alcuni casi, l'esposizione di alcune parti del corpo generalmente coperte per pudore non è considerata immorale. Ne è un esempio l'allattamento in pubblico, che è tutelato dalle leggi di vari Paesi.
In alcuni territori vigono delle regole particolarmente rigide per quanto riguarda il modo di vestire. Ne sono un esempio i territori del Medio Oriente, ove le donne devono indossare dei burqa per rispettare le regole di buon costume locali.

### In Austria
In Austria gli atti sessuali pubblici e le molestie sessuali sono punibili con la reclusione fino a sei mesi.

### In Germania
Secondo una disposizione del codice penale tedesco, chiunque compia pubblicamente atti sessuali e quindi intenzionalmente o consapevolmente provoca un disturbo è punito con la reclusione fino a un anno o con la multa se l'atto non è punibile ai sensi del Strafgesetzbuch (codice penale).

### Stati Uniti d'America
Negli USA ci sono delle normative che cambiano da stato a stato. Esistono delle normative atte a punire chi disturba la quiete pubblica. In alcuni stati sono da considerarsi una forma di oscenità in luogo pubblico l'esposizione deliberata dei genitali e dei seni femminili nudi. Più controversa è la questione inerente alla minzione in luogo pubblico, non da tutti ritenuta una forma di oltraggio al pudore; secondo alcuni, chi compie un atto del genere guadagna lo status di molestatore sessuale. Nonostante ciò, ai sensi di alcune particolari leggi e in quanto forma di Disturbo della quiete pubblica, la minzione in luogo pubblico è un reato in tutti gli Stati Uniti.

### Svizzera
Anche in Svizzera gli atti sessuali pubblici sono equiparati alle molestie sessuali fisiche. Ai sensi dell'articolo 198 del Codice penale svizzero, vanno puniti con un'ammenda.